# Arlette Zola
Arlette Zola, właśc. Arlette Jaquet (ur. 29 kwietnia 1949 roku w Fribourgu) – szwajcarska piosenkarka, reprezentantka Szwajcarii w 27. Konkursie Piosenki Eurowizji w 1982 roku.

## Kariera muzyczna
Arlette Jaquet zaczęła swoją karierę na początku lat 60., wtedy przybrała pseudonim Arlette Zola nawiązujący do nazwiska jej ojczyma René Quazzoliego, który sfinansował jej pierwsze nagranie w studiu oraz zapewnił kontakty w branży muzycznej. Niedługo potem piosenkarka podpisała kontrakt płytowy z francuską wytwórnią Disc AZ. W 1960 roku wydała swój debiutancki singiel „Non amo non amo che te”. W 1967 roku premierę miała jej pierwsza płyta studyjna zatytułowana Arlette Zola, na której znalazły się m.in. utwory „Elles sont coquines”, „Deux garçons pour une fille” czy „Je n’aime que vous”, który zapewniły jej popularność we Francji. W 1967 roku wygrała międzynarodowy konkurs piosenki organizowany w Bułgarii. W latach 1967-69 roku premierę miały trzy nowe płyty sygnowane imieniem i nazwiskiem artystki. Rok później przerwała karierę muzyczną, w 1972 roku wyszła za swojego partnera, któremu w 1979 roku urodziła córkę. Niedługo po narodzinach para zdecydowała się na separację.
W latach 80., dzięki nawiązaniu współpracy z kompozytorem Alainem Morisodem, Zola powróciła na scenę muzyczną. W 1981 roku wydała nowy album pt. Les fiancés du lac de Côme, a w 1982 roku wygrała krajowe eliminacje eurowizyjne z utworem „Amour on t’aime”, z którym reprezentowała Szwajcarię w 27. Konkursie Piosenki Eurowizji organizowanym w Harrogate. 24 kwietnia wystąpiła w finale widowiska i zajęła ostatecznie trzecie miejsce z 97 punktami na koncie, w tym m.in. z maksymalnymi notami 12 punktów z Belgii i Wielkiej Brytanii. Po udziale w konkursie wydała nową płytę, podobnie jak w 1983 roku. W 1984 roku ponownie wzięła udział w krajowych eliminacjach eurowizyjnych, tym razem z utworem „Emporte-moi”, z którym zajęła trzecie miejsce. Rok później wystąpiła w finale selekcji z piosenką „Aime-moi”, z którą również zajęła trzecią pozycję.
W 1990 roku ukazał się jej nowy album zatytułowany Mais moi je l'aime.
W 2003 roku premierę miała nowa płyta studyjna Zoli zatytułowana Laissez-moi encore chanter, a w 2005 – album pt. Amour... Amitié.
W październiku 2007 roku piosenkarka wydała swój nowy album długogrający zatytułowany Le bonheur ne coûte rien.
W kwietniu 2009 roku premierę miała jej nowa płyta zatytułowana Mes années 60... souvenirs!, a trzy lata później – album pt. Encore un tour?.

## Dyskografia

### Albumy studyjne
- Arlette Zola (1967)
- Arlette Zola (1968)
- Arlette Zola (1969)
- Les fiancés du lac de Côme (1981)
- Arlette Zola (1982)
- Arlette Zola (1983)
- Mais moi je l’aime (1990)
- Laissez-moi encore chanter (2003)
- Amour... Amitié (2005)
- Le bonheur ne coûte rien (2007)
- Mes années 60... souvenirs! (2009)
- Encore un tour? (2013)